# Tawrija Nowotrojićke
Tawrija Nowotrojićke (ukr. Футбольний клуб «Таврія» Новотроїцьке, Futbolnyj Kłub "Tawrija" Nowotrojićke) – ukraiński klub piłkarski z siedzibą w Nowotrojićkim, w obwodzie chersońskim.

## Historia
Chronologia nazw:
- 19??—...: Tawrija Nowotrojićke (ukr. «Таврія» Новотроїцьке)

Drużyna piłkarska Tawrija Nowotrojićke została założona w miejscowości Nowotrojićke i występowała w rozrywkach piłkarskich obwodu chersońskiego. W 1990 zdobyła pierwsze w swojej historii mistrzostwo obwodu.
Od początku rozrywek w niezależnej Ukrainie klub w sezonie 1992/93 występował w Mistrzostw Ukrainy spośród drużyn amatorskich, w których zajął 2 miejsce w 6 grupie. Również debiutował w rozgrywkach Pucharu Ukrainy. W następnym sezonie zajął 1 miejsce w 6 grupie i zdobył awans do Trzeciej Lihi. Klub zajął 17 miejsce, ale od następnego sezonu w wyniku reorganizacji systemu lig Trzecia liha została zlikwidowana i klub pozbawiono statusu profesjonalnego. Dalej zespół kontynuował występy w rozgrywkach mistrzostw i Pucharu obwodu.
W 2001 startował w rozgrywkach Pucharu Ukrainy spośród drużyn amatorskich.

## Sukcesy
- 17 miejsce w Trzeciej Lidze:

1994/95
- 1/64 finału Pucharu Ukrainy:

1992/93, 1994/95
- mistrz Ukrainy spośród drużyn amatorskich:

1993/94
- mistrz obwodu chersońskiego:

1990, 1992, 1993, 1994, 1996
- zdobywca Pucharu obwodu chersońskiego:

1992, 1994, 1997, 1998, 2001